# Fidena analis
Fidena analis är en tvåvingeart som först beskrevs av Fabricius 1805.  Fidena analis ingår i släktet Fidena och familjen bromsar. Inga underarter finns listade i Catalogue of Life.